# Batesville, Indiana
Batesville är en stad (city) i Franklin County, och  Ripley County, i delstaten Indiana, USA. Enligt United States Census Bureau har staden en folkmängd på 6 508 invånare (2011) och en landarea på 15,8 km².